# 諫早茂喬
諫早 茂喬（いさはや しげたか）は、江戸時代後期の武士。肥前国佐賀藩士。諫早鍋島家（諫早氏）13代当主。

## 出自
諫早家は龍造寺隆信の又従兄弟家晴の子孫。藩主鍋島氏の旧主君龍造寺氏の一族で、鍋島氏を憚って諫早氏を称す。家紋は「上り藤」。代々藩主の偏諱を受け「茂」の字を拝領している。藩内の家格は親類同格。龍造寺氏一族として、藩内で大名並みの知行二万六千石と強い影響力を持つ。

## 略歴
文政6年（1823年）4月1日、諫早邑主12代・諫早茂洪の子として誕生。幼名は益千代。正室は鍋島斉直娘・於民。
弘化2年（1845年）9月29日家督相続。10月に通称を石見と改める。12月に藩主・鍋島斉正の妹於民と結婚。
弘化3年（1846年）6月7日、フランスのセシル提督率いる軍艦3隻（クレオパトル、サビヌ、ヴィクトリューズ）が長崎に来航して交易を求めた際に、兵を率いて長崎に急行して港の警備に当たった。弘化4年（1847年）11月、佐賀諫早家屋敷で病に伏せる茂喬を診察するため、藩医伊東玄朴が使わされた。
嘉永元年（1848年）2月25日死去。享年26。菩提寺の天祐寺に葬られた。家督は嫡子益千代（武春）が幼いため、弟孫九郎（茂孫）が相続した。

## 参考リンク
- 小城藩日記データベース
- 諫早市美術・歴史館「諫早家ゆかりの品々展」